# Condado de Conversano
El Condado de Conversano fue un feudo que perteneció a cuatro castas nobles en sucesión; también incluía el territorio de Castellana y Selva di Alberobello (desde el 15 de mayo de 1481). Los pueblos de Casamassima, Castiglione, Noci y Turi también formaron parte del condado.
El feudo tuvo una larga duración, de 1054 a 1806.

## Historia

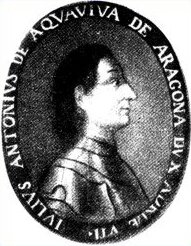
Giulio Antonio I Acquaviva d'Aragona.

Desde mediados del siglo XI, con la dominación normanda de las regiones meridionales de la península italiana, Conversano se convirtió en un verdadero centro de poder: alrededor de 1054 Godofredo de Altavilla, sobrino de Roberto Guiscardo, tomó el título de comes Cupersani e hizo de la ciudad el punto de apoyo de un gran condado, extendiéndose por una gran parte del centro-sur de Apulia, entre Bari y Bríndisi y hasta Lecce y Nerito (Nardò). La importancia de la corte conversanesi en el panorama noble de aquellos años está bien atestiguada por haber acogido en su castillo, durante unos meses, al duque Roberto II de Normandía, conocido como Cortacoscia, hijo del rey Guillermo I de Inglaterra, que pasaba por Apulia al cuando regresaba de la primera cruzada; de hecho, Roberto II se casó con Sibila, hija de Godofredo, y recibió una dote lo suficientemente grande como para pagar los 10.000 marcos que Roberto había pedido prestado a su hermano Guillermo II de Inglaterra para partir hacia Tierra Santa. Mientras tanto, en Conversano, Godofredo confirmó los derechos fiscales en todo el campo de la vecina Castellana a favor de los monjes benedictinos, probablemente presentes en la ciudad desde el siglo VIII.
Después de la muerte de Godofredo (que ocurrió en 1101 según Lupo Protospatario), el condado pasó a su hijo Roberto y luego a su segundo hijo, Alejandro. En 1132, Alejandro fue derrotado por Roger II de Sicilia; Alejandro huyó a Dalmacia perdiendo el Condado de Conversano. En 1134 Roger II entregó el condado a su cuñado Roberto I de Bassavilla. En 1138 fue sucedido por su hijo Roberto II, (también conde de Loritello desde 1154) que gobernaría hasta su muerte (1182).
Siguió un período en que el feudo pasó a manos de la corona siciliana, con la excepción de la década de 1197 y 1207, cuando era una colonia de Berardo Celano, en ese momento tutor del futuro Federico II de Hohenstaufen. Después, los condes de Brienne fueron condes de Conversano durante casi un siglo (1269-1356), hasta la muerte de Gualterio VI de Brienne. A la cabeza del condado, varias familias importantes se turnaron varias veces, especialmente por matrimonio: los Enghien, los Orsini del Balzo (1423-1455) y los Acquaviva (luego Acquaviva de Aragón) hasta la abolición del condado en 1806.

## Condes de Conversano

### Periodo normando
- Godofredo de Conversano, 1054-1100
- Roberto de Conversano (hijo de Godofredo), 1100-1113
- Alejandro de Conversano (hermano de Roberto), 1113-1132
- domino real
- Roberto I de Bassavilla, 1135 al 1138
- Roberto II de Bassavilla (hijo de Roberto I), 1138-1158
- dominio real por requisición
- Roberto II de Bassavilla, 1169-1182
- Adelisia de Loritello (viuda de Roberto II), 1182-1187
- domino real, 1187-1192
- Ugo Lupino, 1192-1197

### Periodo de Suabia

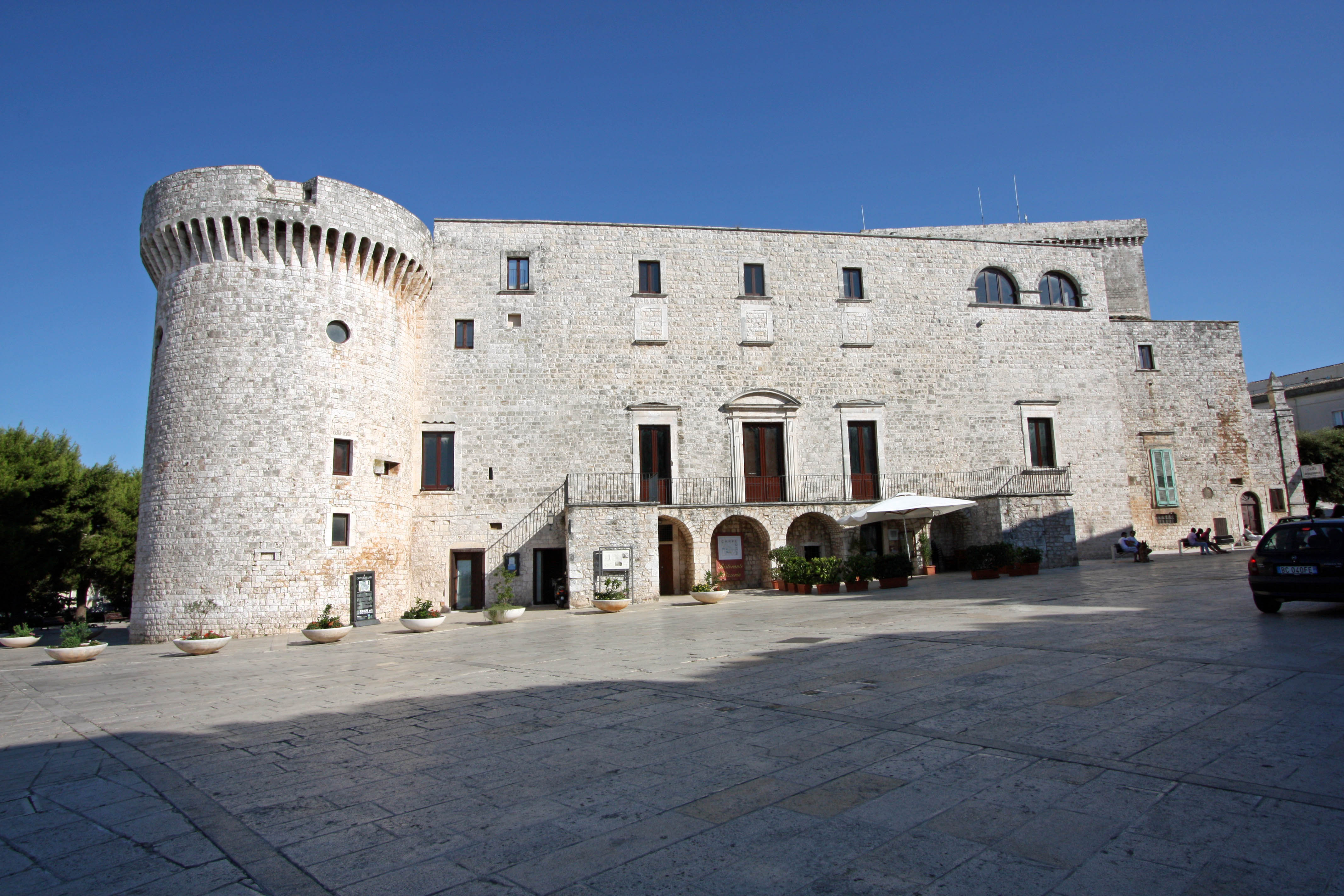
El castillo de Conversano.

- Berardo di Celano, 1197-1207[5]
- Berardino Gentile, 1217-1240
- Felipe Chinardo, 1240-1267
- dominio real, 1267-1269

### Periodo angevino
- Hugo de Brienne, 1269-1296
- Gualterio V de Brienne (hijo de Hugo), 1269-1311
- Gualterio VI de Brienne (hijo de Gualterio V), 1311-1356
- Isabel de Brienne (hermana de Gualterio VI), 1357-1360
- Luis de Enghien (hijo de Isabel de Brienne), 1360-1397
- Luis Sanseverino, 1397-1405
- Pedro I de Luxemburgo, 1405-1407
- Alberico de Barbiano, 1411-1422
- Giovanni Antonio Orsini Del Balzo, 1423-1433 y 1440-1455
- Giacomo Caldora, 1426-1434
- Antonio Caldora (hijo de Giacomo), 1434-1440

### Condes de Conversano de la Casa Acquaviva d'Aragona (1456-1806)
| N° | Título  | Nombre                               | Inicio | Final | Consorte y notas                                                                        |
| 1  | Condesa | Caterina Orsini Del Balzo            | 1456   | 1481  | Giulio Antonio I Acquaviva d'Aragona; hija natural de Giovanni Antonio Orsini Del Balzo |
| 2  | Conde   | Giulio Antonio I Acquaviva d'Aragona | 1456   | 1481  | Caterina Orsini Del Balzo                                                               |
| 3  | Conde   | Belisario                            | 1481   | 1496  | Sveva Sanseverino di Bisignano                                                          |
| 4  | Conde   | Andrea Matteo                        | 1496   | 1529  | Isabella Piccolomini, Caterina della Ratta                                              |
| 5  | Conde   | Giulio Antonio II                    | 1529   | 1540  | titular; el condado fue requisado por el rey                                            |
| 6  | Conde   | Giannantonio Donato                  | 1540   | 1554  | Isabella Spinelli                                                                       |
| 7  | Conde   | Giangirolamo I                       | 1554   | 1592  | Margherita Pio di Carpi                                                                 |
| 8  | Conde   | Adriano                              | 1592   | 1607  | Isabella Caracciolo di Tocco                                                            |
| 9  | Conde   | Giulio I                             | 1607   | 1626  | Caterina Acquaviva d'Aragona                                                            |
| 10 | Conde   | Giangirolamo II                      | 1626   | 1665  | Isabella Filomarino, regente; llamado «el Tuerto de Apulia»                             |
| 11 | Conde   | Cosimo                               | 1665   |       | Caterina de Capua-della Riccia                                                          |
| 12 | Conde   | Giangirolamo III                     | 1665   | 1681  | Aurora Sanseverino di Bisignano; sin descendencia                                       |
| 13 | Conde   | Giulio II                            | 1681   | 1691  | Dorotea Acquaviva d'Atri, regente (1691-1710)                                           |
| 14 | Conde   | Giulio Antonio III                   | 1691   | 1746  | Maria Spinelli di Tarsia                                                                |
| 15 | Conde   | Giangirolamo IV                      | 1746   | 1777  | Giuseppa Spinelli della Scalea                                                          |
| 16 | Conde   | Giulio Antonio IV                    | 1777   | 1801  | Teresa Spinelli della Scalea                                                            |
| 17 | Conde   | Giangirolamo V                       | 1801   | 1806  | Maria Giulia Colonna di Stigliano; último conde soberano, murió en 1848                 |